# مارسلو بروزویچ
مارسلو بروزویچ (تلفظ در کرواتی: [martsělo brǒːzoʋitɕ];   ۱۶ نوامبر ۱۹۹۲) بازیکن فوتبال اهل کرواسی است که برای باشگاه فوتبال النصر عربستان سعودی در پست هافبک دفاعی بازی می‌کند.
بروزوویچ پس از صعود به رده‌های جوانان خرواتسکی دراگوولیاتس، در ۲۲ بازی برای باشگاه دوران نوجوانی‌اش در سال ۲۰۱۱ ظاهر شد، فصلی که این تیم به پایین سقوط کرد. بعد از سقوط، بروزویچ با لوکوموتیو زاگرب قرارداد امضا کرد، جایی که یک فصل را در آنجا گذراند و باشگاه را به پایان جدول رساند. در آگوست ۲۰۱۲، بروزویچ به یک باشگاه جدید زاگرب نقل مکان کرد، این بار به دینامو زاگرب، جایی که سه فصل را به عنوان بازیکن اصلی گذراند، قبل از اینکه در ژانویه ۲۰۱۵ به صورت قرضی به اینترمیلان فرستاده شود. پس از گذراندن ۱۱/۲ سال به صورت قرضی در این باشگاه، اینتر با ۵ میلیون یورو به صورت دائمی بروزویچ را به خدمت گرفت. بروزویچ هفت فصل را در اینتر گذراند و بیش از ۳۰۰ بازی با این باشگاه انجام داد و به آنها کمک کرد تا در سال ۲۰۲۱ به اولین قهرمانی خود در سری آ در بیش از یک دهه و همچنین دو فینال اروپایی (لیگ اروپا در سال ۲۰۲۰ و لیگ قهرمانان اروپا در سال ۲۰۲۳) برسند. در تابستان ۲۰۲۳، بروزویچ به لیگ برتر عربستان رفت و با مبلغ ۱۸ میلیون یورو با النصر قرارداد امضا کرد.
بروزویچ اولین بازی ملی خود را برای کرواسی در ژوئن ۲۰۱۴ انجام داد. 
او نماینده این کشور در جام جهانی فوتبال ۲۰۱۸ و جام جهانی فوتبال ۲۰۲۲، و همچنین جام ملت های اروپا ۲۰۱۶ بود، جام ملت های اروپا ۲۰۲۰ و جام ملت‌های اروپا ۲۰۲۴، رسیدن به فینال جام جهانی فوتبال ۲۰۱۸ و فینال لیگ ملت‌های اروپا ۲۳–۲۰۲۲ بود و به فینال جام جهانی فوتبال ۲۰۱۸ رسید.

## افتخارات

### باشگاهی
دینامو زاگرب
- لیگ فوتبال کرواسی(۲): ۱۳–۲۰۱۲ ، ۱۴–۲۰۱۳
- سوپر جام فوتبال کرواسی(۱): ۲۰۱۳

اینترمیلان
- سری آ(۱): ۲۱–۲۰۲۰
- جام حذفی فوتبال ایتالیا(۲): ۲۲–۲۰۲۱، ۲۳–۲۰۲۲
- سوپر جام فوتبال ایتالیا(۲): ۲۰۲۱، ۲۰۲۲
- لیگ قهرمانان اروپا: ۲۳–۲۰۲۲ (نایب قهرمان)
- لیگ اروپا: ۲۰–۲۰۱۹ (نایب قهرمان)

النصر عربستان
- جام قهرمانان باشگاه‌های عربی(۱): ۲۰۲۳

### ملی
کرواسی
- جام جهانی: ۲۰۱۸ نایب قهرمان ۲۰۲۲ سوم
- لیگ ملت های اروپا: ۲۳–۲۰۲۲ نایب قهرمان

### فردی
- تیم منتخب لیگ اروپا(۱): ۲۰–۲۰۱۹
- تیم منتخب سری آ(۱): ۲۲–۲۰۲۱
- بهترین هافبک سری آ(۱): ۲۲–۲۰۲۱

## آمار ملی

### بازی‌های ملی
تا تاریخ ۲۱ نوامبر ۲۰۲۳
| کرواسی | کرواسی | کرواسی | کرواسی |
| سال    | بازی   | گل     |        |
| ------ | ------ | ------ | ------ |
| ۲۰۱۴   | ۷      | ۱      |        |
| ۲۰۱۵   | ۷      | ۲      |        |
| ۲۰۱۶   | ۱۱     | ۳      |        |
| ۲۰۱۷   | ۷      | ۰      |        |
| ۲۰۱۸   | ۱۲     | ۰      |        |
| ۲۰۱۹   | ۷      | ۰      |        |
| ۲۰۲۰   | ۴      | ۰      |        |
| ۲۰۲۱   | ۱۵     | ۱      |        |
| ۲۰۲۲   | ۱۳     | ۰      |        |
| ۲۰۲۳   | ۱۰     | ۰      |        |
| ۲۰۲۴   | ۶      | ۰      |        |
| مجموع  | ۹۳     | ۷      |        |

### گل‌های ملی
| شماره | تاریخ          | میزبان     | بازی ملی | حریف      | نتیجه | رقابت                         |
| ----- | -------------- | ---------- | -------- | --------- | ----- | ----------------------------- |
| ۱     | ۱۳ اکتبر ۲۰۱۴  | اوسییک     | ۶        | آذربایجان | ۶–۰   | مقدماتی جام ملت‌های اروپا ۲۰۱۶ |
| ۲     | ۲۸ مارس ۲۰۱۵   | زاگرب      | ۸        | نروژ      | ۵–۱   | مقدماتی جام ملت‌های اروپا ۲۰۱۶ |
| ۳     | ۱۷ نوامبر ۲۰۱۵ | روستوف     | ۱۴       | روسیه     | ۳–۱   | دوستانه                       |
| ۴     | ۲۳ مارس ۲۰۱۶   | اوسییک     | ۱۵       | اسرائیل   | ۲–۰   | دوستانه                       |
| ۵     | ۱۲ نوامبر ۲۰۱۶ | زاگرب      | ۲۴       | ایسلند    | ۲–۰   | مقدماتی جام جهانی ۲۰۱۸        |
| ۶     | ۱۲ نوامبر ۲۰۱۶ | زاگرب      | ۲۴       | ایسلند    | ۲–۰   | مقدماتی جام جهانی ۲۰۱۸        |
| ۷     | ۴ سپتامبر ۲۰۲۱ | براتیسلاوا | ۶۵       | اسلواکی   | ۱–۰   | مقدماتی جام جهانی ۲۰۲۲        |